# 9602 Oya
9602 Oya (1991 UU3) là một tiểu hành tinh vành đai chính được phát hiện ngày 31 tháng 10 năm 1991 bởi T. Fujii và K. Watanabe ở Kitami.